# Eisch
De Eisch (Luxemburgs: Äisch) is een rivier in Luxemburg.
De Eisch ontspringt uit verschillende bronnen in het grensgebied van België, bij Sélange (in de provincie Luxemburg), en het Groothertogdom Luxemburg, bij Clemency en Fingig.
De rivier stroomt door de plaatsen Eischen, Hobscheid, Septfontaines, Ansembourg en Marienthal. De Eisch mondt in de plaats Mersch uit in de Alzette.
Het dal in centraal Luxemburg wordt wel de Vallei van de Zeven Kastelen genoemd, vanwege kastelen in Koerich, Septfontaines, Ansembourg (Burcht Ansembourg en Château d'Ansembourg), Hollenfels, Schoenfels en Mersch.